# 14 Wall Street
14 Wall Street (oorspronkelijk Bankers Trust Company Building) is een wolkenkrabber in Lower Manhattan in New York. Het gebouw was vroeger het hoofdkantoor van de voormalige bank Bankers Trust.
14 Wall Street staat op de hoek van Wall Street en Nassau Street, tegenover de New York Stock Exchange en de Federal Hall.

## Geschiedenis
Het idee achter het ontwerp van de wolkenkrabber was het plaatsen van het Mausoleum van Halicarnassus op de Campanile van de Basiliek van San Marco in Venetië. In die tijd waren er verscheidene wolkenkrabbers gemodelleerd naar de Venetiaanse Campanile, bijvoorbeeld de Metropolitan Life Insurance Company Tower, maar 14 Wall Street was het eerste gebouw dat de campanile combineerde met het klassieke mausoleum. Bankers Trust, de bank waarvoor de toren is gebouwd, besloot het piramidevormige dak als logo van de bank te gebruiken. 

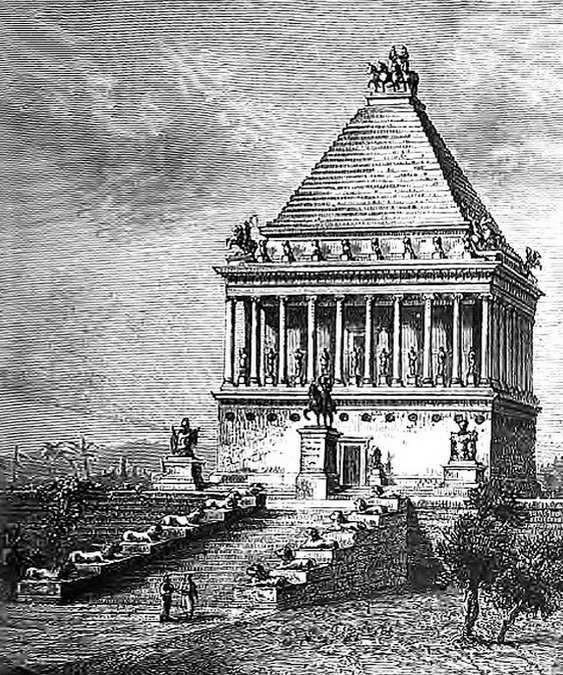
Het Mausoleum van Halicarnassus
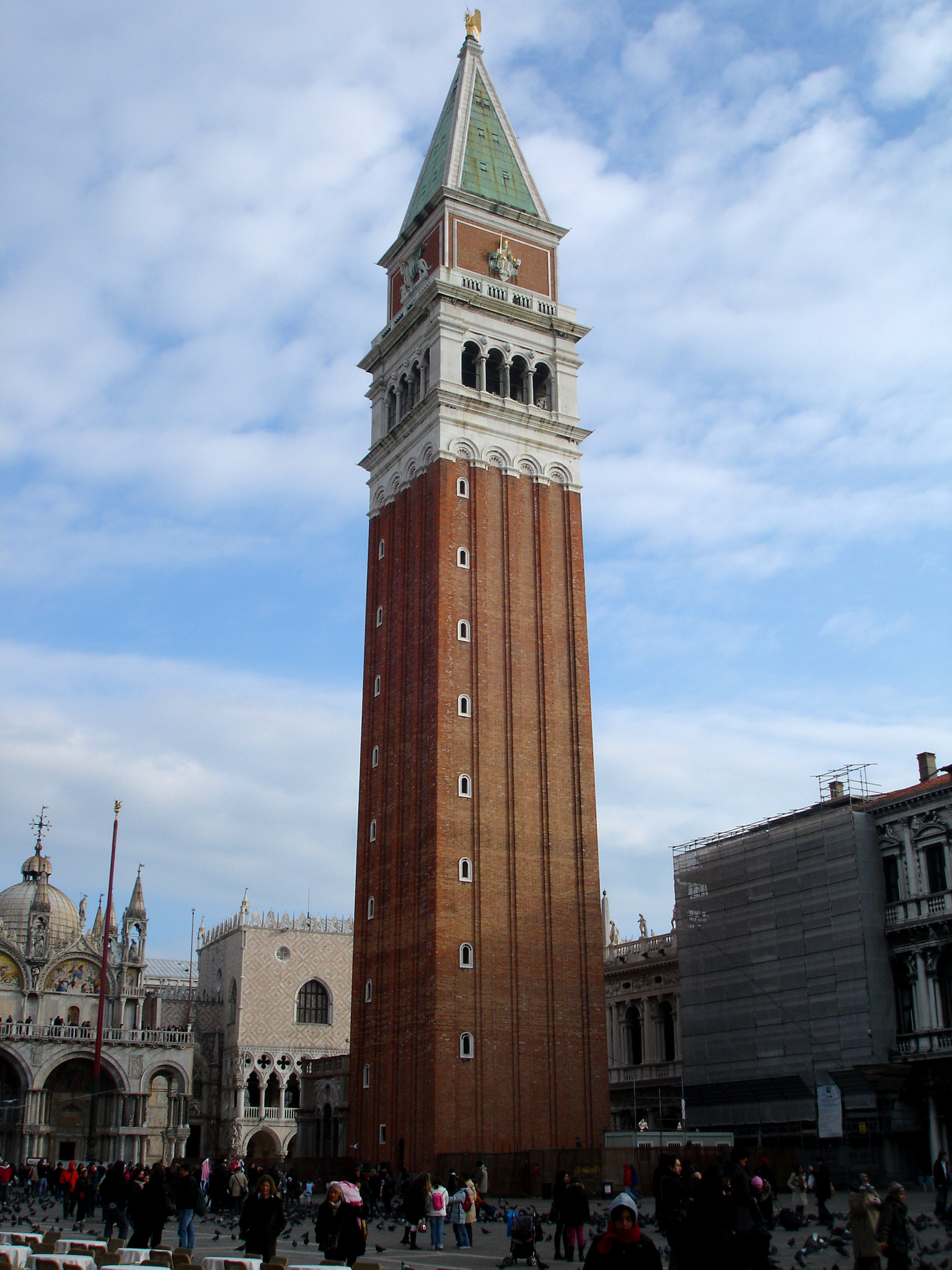
De Campanile

De bouw van 14 Wall Street in de jaren 1910-1912 werd voorafgegaan door de afbraak van het 83 meter hoge Gillender Building. Dat gebouw had de twijfelachtige eer om de eerste wolkenkrabber te zijn die is gesloopt om plaats te maken voor een hogere wolkenkrabber. In 1912 werd 14 Wall Street voltooid en het was toentertijd met een hoogte van 164 meter het hoogste bankkantoor ter wereld.
Op de eenendertigste verdieping bevond zich eens het appartement van John Pierpont Morgan. De ruimte werd later omgebouwd tot een chic Frans restaurant dat The 14 Wall Street werd genoemd. In april 2006 sloot het restaurant zijn deuren, in verband met de plannen om de kantoren in 14 Wall Street om te bouwen tot luxeappartementen. 
Vanwege zijn opvallende verschijning in de skyline van Manhattan is 14 Wall Street een symbool geworden voor Wall Street en het Amerikaanse kapitalisme in het algemeen. 